# 蒙曼
蒙 曼（もう まん、1975年1月28日 - ）は、中華人民共和国の歴史学者。現在は中央民族大学歴史学科の副教授。専攻は隋・唐・五代史。

## 略歴
- 1975年1月28日、河北省廊坊市大廠回族自治県に生まれた[1]。
- 平泉県第二初級中学、承德市第一高級中学を卒業した後、中央民族大学に入学。
- 1999年7月、中央民族大学歴史学部卒業、学士・修士課程修了。
- 2002年7月、北京大学歴史学科博士課程修了。専攻は隋唐史。
- 2007年から2013年に亘り、中国中央テレビのレクチャー番組「百家講壇」で『武則天』・『長恨歌』・『大隋風雲』・『唐玄宗と楊貴妃』などの講師を務めた。[2]

## 著書
- 『蒙曼説唐：武則天』
- 『蒙曼説唐：乱世紅顔』
- 『蒙曼説唐：長恨歌』
- 『蒙曼説隋：隋文帝楊堅』
- 『蒙曼説隋：隋煬帝楊広』
- 『開天政局中的唐元功臣集団』
- 『公主婚姻与武周以後的政局』
- 『唐玄宗朝北衙禁軍準内廷体制的形成及其影響』
- 『唐代長安的公主宅第』
- 『延客的惑君』
- 『蒙曼説唐：唐玄宗』
- 『唐代前期北衙禁軍制度研究』（独著）
- 『中国社会通史・隋唐五代巻』（合著）